# Corpul funcțiilor unei varietăți algebrice
În geometria algebrică corpul funcțiilor unei varietăți algebrice⁠(d) V este format din obiecte interpretate drept funcții raționale din V. În geometria algebrică clasică ele sunt raporturi de polinoame; în gometria algebrică complexă acestea sunt funcții meromorfe și analoagele lor din dimensiuni superioare. În geometria algebrică modernă ele sunt elemente ale unor inele factor din corpul fracțiilor.

## Definiția pentru varietăți complexe
În geometria algebrică complexă obiectele de studiu sunt varietăți analitice complexe, în care există o noțiune locală de analiză complexă prin care se pot defini funcții meromorfe. Corpul funcțiilor unei varietăți este atunci mulțimea tuturor funcțiilor meromorfe ale varietății. (Ca toate funcțiile meromorfe, acestea iau valori în {\displaystyle \mathbb {C} \cup \infty }.) Împreună cu operațiile de adunare și înmulțire ale funcțiilor, în sensul algebrei acesta este un corp.
Pentru sfera Riemann, care este varietatea {\displaystyle \mathbb {P} ^{1}} peste numerele complexe, funcțiile meromorfe globale sunt chiar funcțiile raționale (adică raporturile funcțiilor polinomiale complexe).

## Construcția în geometria algebrică
În geometria algebrică clasică, generalizarea se face din al doilea punct de vedere. Pentru sfera Riemann de mai sus, noțiunea de polinom nu este definită global, ci doar în ceea ce privește o schemă de coordonate afine, și anume aceea care constă din planul complex (toate punctele, cu excepția polului nord al sferei). Pe o varietate generică V, se spune că o funcție rațională pe o submulțime deschisă U este definită ca raportul a două polinoame din inelul coordonatelor afine din U, și că o funcție rațională pe toate V constă în astfel de date locale care corespund intersecțiilor afinelor deschise. Se poate defini corpul funcțiilor lui V ca fiind corpul fracțiilor din inelul coordonatelor afine al oricărei submulțimi afine deschise, deoarece toate aceste submulțimi sunt dense.

## Generalizarea la o schemă arbitrară
În cadrul cel mai general, cel al teoriei moderne a schemelor⁠(d), ca punct de plecare se ia ultimul punct de vedere de mai sus. Anume, dacă {\displaystyle X} este o schemă de integritate, atunci pentru fiecare submulțime afină deschisă {\displaystyle U} din {\displaystyle X} inelul secțiunilor {\displaystyle {\mathcal {O}}_{X}(U)} pe {\displaystyle U} este un domeniu de integritate și, prin urmare, are un corp de fracții. Mai mult, se poate verifica că acestea sunt toate la fel și sunt toate egale cu inelul local al punctului generic din {\displaystyle X}. Astfel corpul funcțiilor lui {\displaystyle X} este chiar inelul local al punctului său generic..

## Geometria corpului funcțiilor
Dacă V este o varietate definită peste un corp K, atunci corpul funcțiilor K(V) este o extindere de corp generată finit a corpului de bază K; gradul său de transcendență este egal cu dimensiunea varietății. Toate extinderile lui K care sunt generate finit ca corpuri peste K provin astfel dintr-o varietate algebrică. Aceste extinderi de corp sunt cunoscute și sub denumirea de corpuri de funcții algebrice peste K.
Proprietățile varietății V care depind doar de corpul funcțiilor sunt studiate în geometria birațională⁠(d).

## Exemple
Corpul funcțiilor unui punct peste K este K.
Corpul funcțiilor unei drepte afine peste K este izomorf cu corpul K(t) al funcțiilor raționale de o singură variabilă. Acesta este și corpul funcțiilor dreptei proiective.
Fie curba plană afină definită de ecuația {\displaystyle y^{2}=x^{5}+1}. Corpul funcțiilor sale K(x,y), este generat de elementele x și y care sunt transcendente peste K și satisfac relația algebrică {\displaystyle y^{2}=x^{5}+1}.